# Adriana Burz
Adriana Burz (* 8. November 1981 in Bukarest, Sozialistische Republik Rumänien) ist eine ehemalige rumänische Tennisspielerin.

## Karriere
Burz spielte vorrangig auf der ITF Women’s World Tennis Tour, wo sie einen Titel im Doppel gewinnen konnte.
Für die Rumänische Billie-Jean-King-Cup-Mannschaft spielte Burz 2002 ein Doppel, das sie gewinnen konnte.

## Turniersiege

### Doppel
| Nr. | Datum        | Turnier  | Kategorie   | Belag | Partnerin           | Finalgegnerinnen               | Ergebnis            |
| --- | ------------ | -------- | ----------- | ----- | ------------------- | ------------------------------ | ------------------- |
| 1.  | Oktober 2000 | Ciampino | ITF $10.000 | Sand  | Andreea Ehritt-Vanc | Asimina Kaplani Maria Pavlidou | 4:2, 4:65, 4:2, 4:1 |